# Sybren Schippers
Sybren Schippers (Ternaard, 17 februari 1842 – Hilversum, 16 augustus 1908) was een van der eerste kinderartsen van Nederland.
Schippers is afkomstig uit een Friese familie. In 1865 vertrok hij voor even naar Wenen om daar te studeren. Afstuderen deed hij op 6 september 1866 aan de Universiteit van Groningen. Zijn proefschrift ging over hematurie (Haematuria renales).
Na zijn afstuderen trok hij de wereld in met opnieuw Wenen, maar ook Berlijn. Hij vestigde zich als arts in Zuidhorn. In het najaar van 1889 vestigde hij zich in Amsterdam, Stadhouderskade 51.
In een later leven trad hij toe in de gemeenteraad van Amsterdam. Vanaf 1897 en 1903 was hij lid van die raad. In 1904 kreeg dat een vervolg door lid te zijn van Provinciale Staten.
In die jaren was hij bestuurslid van het Burgerlijk Armbestuur en ook het Burgerweeshuis. In die hoedanigheid was hij ook betrokken bij het Herstellingsoord in Bergen aan Zee, in 2015 bekend als Het Zeehuis. Amsterdamse kinderen konden daar herstellen. Schippers werkte als een van de eerste Amsterdamse artsen mee aan inentingen tegen difterie.
Hij was in 1887 gehuwd met Joanna Carolina Blancke (Amsterdam, 12 oktober 1856 – Amstelveen, 17 mei 1937) en samen kregen ze drie kinderen. Schippers-Blancke was na Mathilde Thomas korte tijd muze van dichter Jacques Perk, met wie zij een briefwisseling onderhield. Zoon Joannes Sybren Schippers (1890-1974) was ingenieur scheikunde en amateur bergbeklimmer. Hij was bestuurslid van de Nederlandse Alpen Vereniging en organiseerde in 1953 een lezing door Edmund Hillary over zijn beklimming van de Mount Everest in het Concertgebouw. Zelf beklom hij de Brenta. Hij was onder meer lid van de Gezondheidscommissie in Amsterdam.
Sybren Schippers stierf na een lang ziekbed en werd begraven op Zorgvlied. Zijn overlijdensbericht was van Groningen tot Zeeland te lezen.